# 低学年
低学年（ていがくねん）とは、（学校で）年次の低い学年、特に小学校の1・2学年、またその学年の児童のことを指す言葉。場合によっては小学3年を含める。
本来、単に学年を意味する言葉でしかないが、日本の小学校は年齢主義によって運営されているため、1・2年生の年齢はほとんどが6 - 8歳である。

## 小学校低学年（1・2年生）の特徴
- 2年生の後半ぐらいから、ギャングエイジの特性が現れる。[要出典]
- 男子は低学年の間、思春期前の状態が続く。女子も多くは低学年の間、思春期前の状態が続くが、早い者は低学年の間に思春期に入る[1][2][3]。
- 低学年では、自己中心的な世界観しか持ち得ないであろうとの判断から[要出典]、理科と社会の区別を廃止し、生活科に統一している。この年齢では、自然現象も、社会現象も、身の周りの出来事に過ぎないのである[要出典]。